# On a Night Like This
»On a Night Like This« je pesem avstralske pevke Kylie Minogue z njenega sedmega glasbenega albuma, Light Years (2000). Pesem je 25. septembra 2000 izšla kot singl na CD-ju, digitalno pa le malce kasneje. Po uspehu pesmi »Spinning Around« je pesem »On a Night Like This« izšla kot drugi singl z istega albuma.
Pesem je prejela mešane do pozitivne ocene s strani glasbenih kritikov; nekateri so jo označili za »zasanjano in elegantno« pesem, a so menili, da ni med njenimi »močnejšimi« pesmimi. Pesem je ponekod po svetu požela precej uspeha. Na avstralski glasbeni lestvici je zasedla prvo mesto, na britanski drugo, na večini drugih evropskih lestvic pa vsaj eno izmed prvih dvajsetih. Pesem pa se tako kot njena predhodnica, singl »Spinning Around«, ni pojavila na lestvici Billboard Hot 100.
S pesmijo je Kylie Minogue nastopila na turnejah On a Night Like This Tour, KylieFever2002, Showgirl: The Greatest Hits Tour in The Homecoming Tour. Nato je pesem izvedla še na koncertih turnej KylieX2008 in Aphrodite World Tour. Leta 2012 je izdala akustično verzijo pesmi, »On a Night Like This«, ki jo namerava izdati tudi na kompilaciji ob proslavi petindvajsetih let svojega delovanja.

## Ozadje in sestava
Pesem »On a Night Like This« so napisali Steve Torch, Graham Stack, Mark Taylor in Brian Rawling, producirala pa sta jo Mark Taylor iz glasbene skupine Metro in Graham Stack. Pesem so posneli v studio Dreamhouse v Londonu, Anglija. Kylie Minogue je posnela tudi B-stran pesmi, »Ocean Blue«, pri pisanju katere je sodelovala tudi ona sama. Tudi to pesem je posnela v nekem studiu v Angliji. Pesem »On A Night Like This« je dance-pop pesem. Radio Pandora je napisal, da pesem vključuje tudi house in nu-discco elemente, akustično kitaro, plesni ritem ter veliko sintetizatorja in vokalnih harmonij. Novinar revije MusicOMH je pesem opisal kot »svežo«.
Pesem »On a Night Like This« so preko založbe Mushroom Records 25. septembra 2000 fizično izdali na Novi Zelandiji in Avstraliji; po svetu jo je digitalno izdala založba Parlophone. Preden jo je Kylie Minogue posnela ali sploh podpisala pogodbo z založbo Parlophone jo je leta 1999 posnela švedska pevka posnela Pandora. Te verzije niso izdali kot singl in kasneje je lastno različico pesmi posnela še glasbena skupina Heavy Metal za svoj EP; tudi te različice niso nikoli izdali, zato se različico Kylie Minogue obravnava kot izvirnik. Po koncu snemanja albuma Light Years je Kylie Minogue organizirala turnejo z naslovom On a Night Like This Tour, poimenovano po pesmi.
Leta 2012 je Kylie minogue ob petindvajseti obletnici svojega delovanja v glasbeni industriji kot del svoje kompilacije z raznimi deli preteklih let na svojem kanalu na YouTubeu izdala tudi pesem »On a Night Like This«. Pesem je leta 2012 posnela v studiju Abbey Road Studios v Londonu, Anglija.

## Sprejem kritikov
Pesem »On A Night Like This« je s strani glasbenih kritikov prejela v glavnem pozitivne ocene. Mark Edwards iz revije Stylus Magazine je napisal, da je skupaj z duetom z Robbiejem Williamsom, »Kids«, »to ena izmed tistih mega pesmi, ki glasbeniku omogočijo vrnitev« Jason Shawahn s spletne strani About.com je pesmi dodelil pozitivno oceno in napisal, da je poleg pesmi »Please Stay« in »Spinning Around«, »eno od boljših glasbenih del današnjega časa«.
Čeprav je spletna stran Allmusic napisala, da je pesem vrhunec albuma Light Years, ji je dodelila mešano oceno in ji podelila le dve zvezdici in pol od petih. Nick Levine iz reije Digital Spy je pesem opisal kot »dobro dance-pop pesem«. Novinar revije NME je pesem primerjal s Spillerjevo pesmijo »Groovejet«; opisal jo je kot »pesem, ki deluje predvsem zato, ker je ne spremlja le naključni plesni ritem«. Nek drugi novinar revije NME je napisal, da pesmi primankuje strasti in jo opisal kot »neizrazito«. Novinar revije PopMatters je albumu podelil pozitivno oceno, a napisal je, da ga je razočarala založba, ker pesmi ni izdala tudi v Združenih državah Amerike: »Pesem 'On a Night Like This' je ena od tistih pesmi, ki bi se takoj uvrstile na Billboardovo klubsko lestvico, tako pa jo je večji del javnosti ignoriral.«

## Dosežki na lestvicah
V rodni državi Kylie Minogue, Avstraliji, je pesem na državni lestvici zasedla prvo mesto. Tam je debitirala in ostala dva ne-zaporedna tedna. Med prvimi petdesetimi pesmimi na lestvici je pesem ostala sedemnajst tednov, s čimer je postala ena od njenih najuspešnejših pesmi. Kot njena predhodnica, pesem »Spinning Around«, je tudi pesem »On a Night Like This« prejela platinasto certifikacijo za uspešno prodajo v Avstraliji; postala je tudi sedemindvajseti najuspešnejši singl v Avstraliji, izdan leta 2000. Kylie Minogue je s to pesmijo postala glasbenica z največimi pesmimi, ki so debitirale na prvem mestu te glasbene lestvice. Je tudi edina njena pesem, ki je že prvi teden po tem, ko je zasedla prvo mesto na lestvici, padla šele na peto. Veliko uspeha je pesem požela tudi v Združenem kraljestvu; tam je na britanski glasbeni lestvici zasedla drugo mesto.
Drugod po svetu pesem ni bila tako uspešna; na novozelandski lestvici je pesem debitirala na štiridesetem in se nazadnje uvrstila na petintrideseto mesto. Na švedski glasbeni lestvici je pesem debitirala na triintridesetem mestu, nazadnje zasedla enaintrideseto in tam ostala dva zaporedna tedna. V drugih državah pa sploh ni pritegnila veliko pozornosti. Na finski glasbeni lestvici je pesem ostala le en teden, in sicer na dvajsetem mestu. Na francoski lestvici je zasedla devetinšestdeseto, na nizozemski pa štiriinšestdeseto mesto.

## Videospot

### Ozadje
Videospot za pesem »On a Night Like This« je režiral Douglas Avery, posneli so ga v Monte Carlu, navdihnil pa naj bi ga film Casino (1995) Martina Scorsesea; Kylie Minogue naj bi v njem upodobila zdolgočaseno ženo vplivnega mafijaša, ki jo je v filmu igrala Sharon Stone, igralec Rutger Hauer, poznan po filmu Iztrebljevalec, pa njenega mafijaškega partnerja.

### Zgodba
Videospot se prične s prizorom, povezanim z mafijo, v katerem vsi govorijo francosko. Podnapisi pravijo: »Matters are not handled in this way/Here in Monte Carlo/Things are closely watched/The authorities are extremely vigilant/The things you ask of us/Are not so easy« (»Stvari se ne ureja na tak način/Tu v Monte Carlu/Stvari se natančno opazuje/Vlada je izredno pozorna/Stvari, za katere nas prosite/Niso tako preproste«). Ko se pesem prične, Kylie Minogue leži ob bazenu, vstane in skoči v bazen, oblečena v drago obleko znamke Versace. Med petjem refrena se sleče in skoraj gola ob opazovanju mafijašev svoje obleke vrže zraven okna. Ob drugi kitici se oblečena v novo obleko znamke Versace, okrašena z diamanti, pelje v limuzini. Ko se prične refren, se znajde v nekem kazinoju v Monte Carlu. Tam dobi precej denarja. Nato se odpravi nazaj domov, kjer jo vidi njen mafijaški mož, in ko prispe na hodnik, njen mož razbije neko zeleno vazo. Ob koncu videospota se Kylie Minogue, zopet gola, pojavi na verandi, njen mož pa jo le opazuje. Ko stopi z verande, enkrat potemni.

### Sprejem
Novinar kanala MUZU.TV je videospotu dodelil pet zvezdic in ga opisal kot »videospot, ki ga ni težko vzljubiti«. Do maja 2012 naj bi si videospot na YouTubeu ogledalo že več kot 2,4 milijona ljudi. Kljub temu, da je večina glasbenih kritikov videospot zaradi njegove elegance in stila pohvalila, ni bil všeč vsem.

### Kontroverznost
Videospot je po svetu požel precej moderatnega uspeha, vendar je kljub temu sprožil nekaj kontroverznosti. Nek novinar revije NME je poročal, da so videospot precej cenzurirali, saj so menili, da ga sicer ne bi pustili predvajati v vseh državah. Iz videospota naj bi izbrisali predvsem večino prizorov popolnoma gole Kylie Minogue, čeprav so jih nekaj pustili. Kljub cenzuri pa so tudi novo različico videospota nekateri precej kritizirali Kylie.

## Ostale verzije

### Pandorina različica
Pesem je na začetku že leta 1999 izdala švedska pevka Pandora. Vključila jo je na svoj album No Regrets. Pandora je trdila, da so pesem napisali med snemanjem albuma v studiju. Nekaj mesecev po izidu albuma so jo oboževalci pričeli prepričevati, da bi morala posneti še eno različico te pesmi. Ker pa so avtorji te pesmi podpisali druge pogodbe, so pesem poslali še Anni Vissi in Kylie Minogue. Decembra 2007 je Pandora izdala tri nove remixe pesmi.

### Različica Anne Vissi
Pesem je zgodaj leta 2000 izdala še grška pevka Anna Vissi. Izdala jo je preko svojega prvega glasbenega albuma z angleškimi pesmimi, Everything I Am, skupaj z drugimi pesmimi, ki sta jih napisala Graham Stack in Mark Taylor. Anna Vissi je s pesmijo »On a Night Like This« 12. maja 2000 nastopila na tekmovanju za Miss Universe v Nicosiji, Ciper, ki si ga je ogledalo svetovno občinstvo.

## V drugih medijih
- Leta 2001 je Kylie Minogue s pesmijo oglaševala podjetje Pepsi.[16]

## Formati
Avstralski CD 1 (MUSH019722)
1. »On a Night Like This« — 3:32
2. »On a Night Like This« [remix Roba Searlea] — 7:58
3. »On a Night Like This« [vokalni remix Motiv8 Nocturnal] — 7:31
4. »On a Night Like This« [Binijev in Martinijev klubski remix] — 6:34
5. »On a Night Like This« [videospot]

- Mogoče je, da isti videospot s strani različnih novinarjev dobi različne ocene,

Britanski CD 1 (CDRS6546)/NZ CD Maxi (8893100)
1. »On a Night Like This« — 3:32
2. »Ocean Blue« — 4:22
3. »Your Disco Needs You« [remix Almighty] — 8:22
4. »On a Night Like This« [videospot]

Evropski CD 1/Avstralski CD 2 (MUSH019725)
1. »On a Night Like This« — 3:32
2. »Ocean Blue« — 4:22
3. »Your Disco Needs You« [remix Almighty] — 8:22
4. »On a Night Like This« [remix Halo] — 8:05

Britanski CD 2 (CDR6546)
1. »On a Night Like This« — 3:32
2. »On a Night Like This« [remix Roba Searlea] — 7:58
3. »On a Night Like This« [vokalni remix Motiv8 Nocturnal] — 7:31

Evropski CD 3 (EMI 8893360)
1. »On a Night Like This« — 3:32
2. »Ocean Blue« — 4:22
3. »On a Night Like This« [videospot]

## Nastopi v živo
Kylie Minogue je s pesmijo »On a Night Like This« nastopila na naslednjih koncertnih turnejah:
- On A Night Like This Tour
- KylieFever2002
- Showgirl: The Greatest Hits Tour
- Showgirl: The Homecoming Tour
- KylieX2008
- Aphrodite World Tour

S pesmijo je nastopila tudi na televizijski specijalki An Audience with Kylie (2001) in koncertu Money Can't Buy (2003).

## Dosežki in certifikacije
| Lestvica (2000)                        | Dosežek |
| -------------------------------------- | ------- |
| Avstralija (ARIA)                      | 1       |
| Belgija (Valonija; Ultratop 50)        | 29      |
| Finska (Suomen virallinen lista)       | 20      |
| Francija (SNEP)                        | 69      |
| Nemčija (Media Conrol Charts)          | 72      |
| Irska (IRMA)                           | 16      |
| Nizozemska (Mega Single Top 100)       | 64      |
| Nova Zelandija (RIANZ)                 | 35      |
| Švedska (Sverigetopplistan)            | 31      |
| Švica (Schweizer Hitparade)            | 51      |
| Združeno kraljestvo (UK Singles Chart) | 2       |

| Leto | Država                                 | Dosežek |
| ---- | -------------------------------------- | ------- |
| 2000 | Avstralija                             | 27      |
| 2000 | Združeno kraljestvo (UK Singles Chart) | 129     |

| Država     | Certifikacija |
| ---------- | ------------- |
| Avstralija | Platinasta    |

### Ostali pomembnejši dosežki
| Predhodnik: »Music« od Madonne »Most Girls« od Pink | Prvo mesto na avstralski glasbeni lestvici 24. september 2000 – 1. oktober 2000 (prvi krog) 15. oktober 2000 – 22. oktober 2000 (drugi krog) | Naslednik: »Music« od Madonne »Beautiful Day« od U2 |